# Restauración prepucial
La restauración prepucial es el proceso de expandir la piel del pene para reconstruir un órgano similar al prepucio, cuando ha sido extirpado por circuncisión o por lesión. La restauración del prepucio se logra principalmente estirando la piel residual del pene, pero también existen algunos métodos quirúrgicos para lograrlo. La restauración crea una copia del prepucio, pero no es posible recuperar los tejidos especializados que son removidos durante la circuncisión. Para este momento, la regeneración real del prepucio es puramente experimental. Algunas formas de restauración incluyen solamente una regeneración parcial en aquellos casos en que ha habido un corte alto, casos en los cuales el circuncidado siente que el circuncidador amputó demasiada piel y no queda piel suficiente para que las erecciones ocurran con comodidad.

## Historia
En el mundo grecorromano, los genitales intactos, incluyendo el prepucio, eran considerados una señal de belleza, cortesía y masculinidad. La restauración prepucial es de origen antiguo y se remonta al reino del emperador romano Tiberio, cuando se empezaron a utilizar procedimientos quirúrgicos para alargar el prepucio a individuos nacidos con un prepucio corto y que no cubría completamente el glande o cuando había un glande completamente expuesto como resultado de la circuncisión. Entre las sociedades clásicas griegas y romanas, la exposición del glande era considerada repugnante e inapropiada, y no se ajustaba al ideal helenístico de la desnudez gimnástica. Los hombres con prepucio corto usaban un kynodesme para evitar ser vistos. Como consecuencia de este estigma social, algunos judíos en la Antigua Roma practicaban una forma antigua de restauración prepucial que era conocida como epispasmo. Algo similar ocurrió durante la Segunda Guerra Mundial, cuando algunos judíos europeos buscaron la restauración prepucial para evitar ser perseguidos por los nazis. 

## Técnicas no quirúrgicas

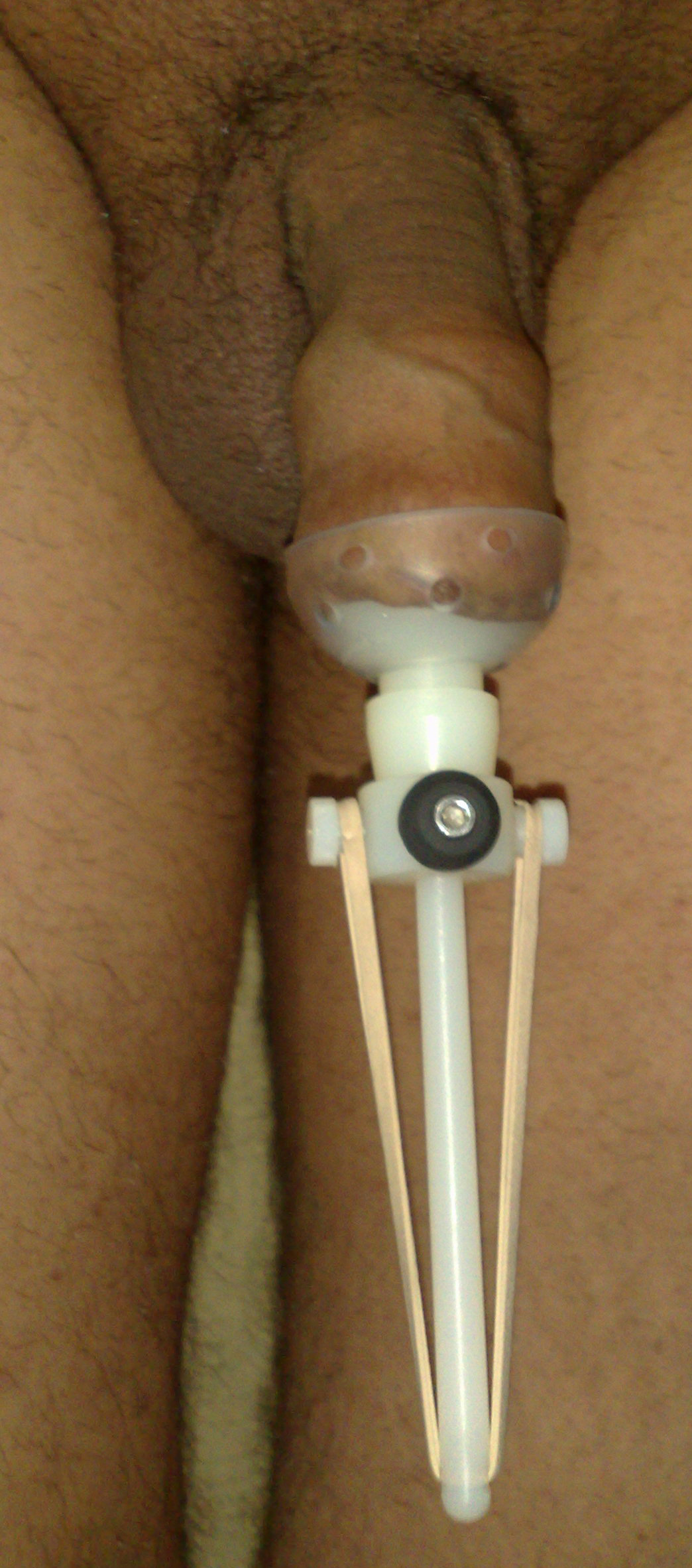
Restaurador de tensión dual aplicado a un pene circuncidado para la restauración no quirúrgica del prepucio

El método más comúnmente utilizado es la restauración prepucial no quirúrgica, que se logra mediante la expansión de tejido. Tanto la piel del pene como el revestimiento mucoso en el interior del prepucio pueden expandirse, en tanto quede algo de ellos después de la circuncisión.
Se ha sabido desde hace mucho tiempo que la expansión del tejido estimula la mitosis, y la investigación muestra que los tejidos humanos regenerados mantienen los atributos del tejido original. No obstante, a diferencia de las técnicas convencionales de expansión de la piel, el proceso de restauración prepucial no quirúrgica puede tardarse varios años en terminar. El tiempo requerido depende de la cantidad de piel que haya disponible para expandir, la cantidad de piel que se desee al final y el régimen de métodos de estiramiento que se emplee. Se requiere de paciencia y dedicación. Hay grupos de apoyo para ayudar con estos aspectos (véase la sección de enlaces externos).
El acto de estirar la piel a menudo se describe informalmente como "halar" entre estos grupos, en particular los que existen en la Internet.

#### Métodos y dispositivos
Durante la restauración que se hace por medio de expansión de tejido, la piel restante del pene se hala hacia adelante sobre el glande y se pone tensión manualmente o con la ayuda de un dispositivo de restauración prepucial.
Muchos hombres que empiezan la restauración a menudo usan métodos manuales, pero es posible usarlos en cualquier etapa del proceso de restauración, y se refieren a la necesidad del restaurador de mantener la tensión manualmente, sujetando la piel tensamente con los dedos usando una de varias formas de colocar los dedos.
Muchos dispositivos de restauración prepucial especializados, que sujetan la piel con o sin cinta, también se encuentran disponibles en el comercio. La tensión que se aplica por medio de estos dispositivos puede provenir de pesos, correas elásticas o de inflamiento como medios para halar la piel hacia adelante en el pene o por medio de una combinación de estos métodos. Un ejemplo de un dispositivo que utiliza correas elásticas es el método T-Tape, que se desarrolló en la década de los 1990 con el propósito de permitir que la restauración ocurriera más rápidamente. En 2009, apareció un método conocido como método de vendaje inverso (reverse taping method RTM), que restaura el prepucio hasta una apariencia incircuncisa, muchas veces en menos de 2 años y que resulta ser muy amigable con el estilo de vida. El RTM podía usarse por debajo de casi cualquier prenda, desde pantalones hasta trajes de baño y el que fuera posible orinar o aplicar emolientes para la piel mientras la cinta estaba puesta hizo de éste un método de restauración muy saludable y rápido.
La expansión de tejido por medio de dispositivos de inflamiento ha ganado popularidad en los últimos años entre los participantes en el foro electrónico www.restoringforeskin.org. Los métodos de inflamiento implican sellar el área entre el glande y la piel que se ha halado sobre este con un dispositivo de sujeción (comúnmente se usan tetinas o chupones de biberón) y luego inflar la piel o un globo que se ha puesto bajo la piel. Esto provoca un estiramiento circunferencial de la piel que se cree estimula la mitosis. Los hombres que utilizan esta técnica reportan rápido crecimiento regenerativo de la piel y se cree que es beneficioso en particular a la hora de estimular el crecimiento de los tejidos internos de la piel (membranas mucosas), que son fundamentales para que se restaure la función lubricante del prepucio.[cita requerida]

#### Precauciones
Es necesario ajustar la cantidad de tensión producida por cualquier método que se use para evitar lesiones, dolor o malestar, y esta tensión determina un límite en la velocidad a la que puede crecer la piel nueva. Existe el riesgo de dañar gravemente los tejidos cuando se usa tensión excesiva o cuando se aplica tensión durante demasiado tiempo. Los sitios web sobre restauración prepucial varían respecto a sus recomendaciones, que van desde sugerir un régimen de cantidades moderadas de tensión aplicada durante varias horas al día, hasta períodos de mayor tensión aplicados solo unos pocos minutos al día, como ocurre con las técnicas manuales.

### Dispositivos de retención
En lugar de que crezca piel nueva o como medida temporal hasta que haya crecido suficiente piel por medio de la expansión del tejido, algunos hombres optan por usar un dispositivo de retención para mantener estirada la piel restante, si la hay, sobre el glande de una manera similar al cinodesma griego antiguo. Puesto que el glande es una membrana interna, originalmente protegida por el prepucio hasta que es removido durante la circuncisión, el objeto de estos métodos de retención es remedar una cubierta protectora para el glande.
Si hay una cantidad insuficiente de piel para manter el glande cubierto con la piel restante del pene, es posible utilizar un cobertor de glande artificial que está disponible comercialmente. Ejemplos de tales coberturas artificiales incluyen un prepucio prostético hecho de látex que cubre el glande en un ambiente húmedo, y ropa interior que envuelve el pene en una "capucha" de tela suave de dos capas para minimizar la fricción sobre el glande.

## Técnicas quirúrgicas

### Reconstrucción del prepucio
Los métodos quirúrgicos de restauración del prepucio, conocidos como "reconstrucción prepucial", incluyen por lo general un método de injerto de piel en la porción distal del cuerpo del pene. La piel injertada normalmente se obtiene del escroto, que contiene el mismo músculo liso (conocido como fascia de dartos) que tiene la piel del pene. Uno de los métodos implica un procedimiento de cuatro etapas en el que la base del pene se empuja entre el escroto durante un período de tiempo. Técnicas como éstas son costosas y es posble además que produzcan resultados insatisfactorios o complicaciones graves relacionadas con el injerto de piel.[cita requerida] También es posible reconstruir el frenillo.
Paul Tinari, un residente de Columbia Británica, fue circuncidado a la fuerza a la edad de ocho años, en lo que afirmó era "una forma rutinaria de castigo" por masturbarse que era usada en las escuelas residenciales. Tras una demanda, se le ordenó al Ministerio de Salud de la Columbia Británica cubrir los gastos de la restauración quirúrgica prepucial de Tinari. El cirujano plástico que llevó a cabo la restauración fue el primero en realizar tal operación en Canadá, y utilizó para ello una técnica similar a las descritas anteriormente.

### Regeneración prepucial
Se han logrado avances notables en el campo de la medicina regenerativa en las últimas dos décadas. Varias partes y órganos funcionales del cuerpo han podido regenerarse.
Recientemente ha surgido un creciente interés en la medicina regenerativa como una manera de regenerar el prepucio masculino humano. Esta opción, a diferencia de la restauración prepucial, tendría como resultado el que un verdadero prepucio masculino humano vuelva a crecer. Entre los pioneros en el campo de la medicina regenerativa se incluye el Dr. Anthony Atala del Instituto de Medicina Regenerativa de Wake Forest (WFIRM). El Dr. Atala ha logrado regenerar con éxito un pene de conejo funcional, si bien aún no se ha regenerado un pene humano.
A comienzos del año 2010 se fundó Foregen, una organización de lobby italiana sin ánimo de lucro y dedicada a buscar grupos de investigación interesados con el propósito de regenerar el prepucio masculino humano haciendo uso de las capacidades regenerativas de la matriz extracelular, con la esperanza de eventualmente poder ofrecerles regeneración a hombres circuncisos. Cuando fracasó en este empeño, Foregen se convirtió una organización sin animo de lucro, dependiente de donaciones caritativas para realizar su investigación, con sus propias instalaciones. Foregen depende de donaciones caritativas para llevar a cabo sus investigaciones. Un ensayo clínico para fines de 2010 fue programado, antes de que se convirtiera en una organización investigativa, pero no se consiguieron donaciones suficientes para continuar. La meta fue alcanzada en junio de 2012 y lograron procurarse un laboratorio y la cooperación de bioquímicos y expertos en medicina regenerativa. Los resultados de este primer ensayo clínico, descelurizando prepucios de toro para crear la matriz extracelular, se publicaron en febrero de 2013 y, para marzo de 2018 se han completado ensayos en prepucios de cadáveres humanos, resultados que se publicaron en 2017 y actualmente están en proceso de revisión por pares, para 2018. Ensayos clínicos en seres humanos podrían estar listos para 2020.
El método propuesto implicaría colocar al paciente bajo anestesia general. La piel del pene se abriría justo en la cicatriz de la circuncisión, mientras el tejido cicatricial se desbrida quirúrgicamente. Se aplicaría, luego, una solución biomédica en ambos extremos de la herida, haciendo que el prepucio se regenere con el ADN presente en las células propias del paciente. Un andamio biodegradable (es decir, el prepucio descelulizado de un cadáver) se usaría para ofrecer soporte para la regeneración del prepucio. Si bien los foros sociales han ayudado en la discusión de las herramientas y técnicas actuales y de los obstáculos hacia este método, es necesario que  institutos científicos y médicos, así como empresas de bioingeniería, participen de forma que haya un discurso y un plan de acción más profesionales y significativos, incluyendo un método más confiable. de adquirir prepucios de cadáveres.
La regeneración prepucial, así como los penes cultivados en laboratorio (regeneración del pene entero) podrían ser una realidad muy pronto. En 2014, se anunció que podría ser posible cinco años después del anuncio inicial. No es claro a este punto si tener o no un prepucio restaurado con cobertura total del glande podría interferir con la colocación de un andamio prepucial en el pene y la posterior regeneración.
La regeneración prepucial es experimental en este momento y, para septiembre de 2018, ninguna fuente médica publicada describe el que se haya regenerado por completo o que se haya vuelto a unir un prepucio funcional de manera exitosa.

## Resultados

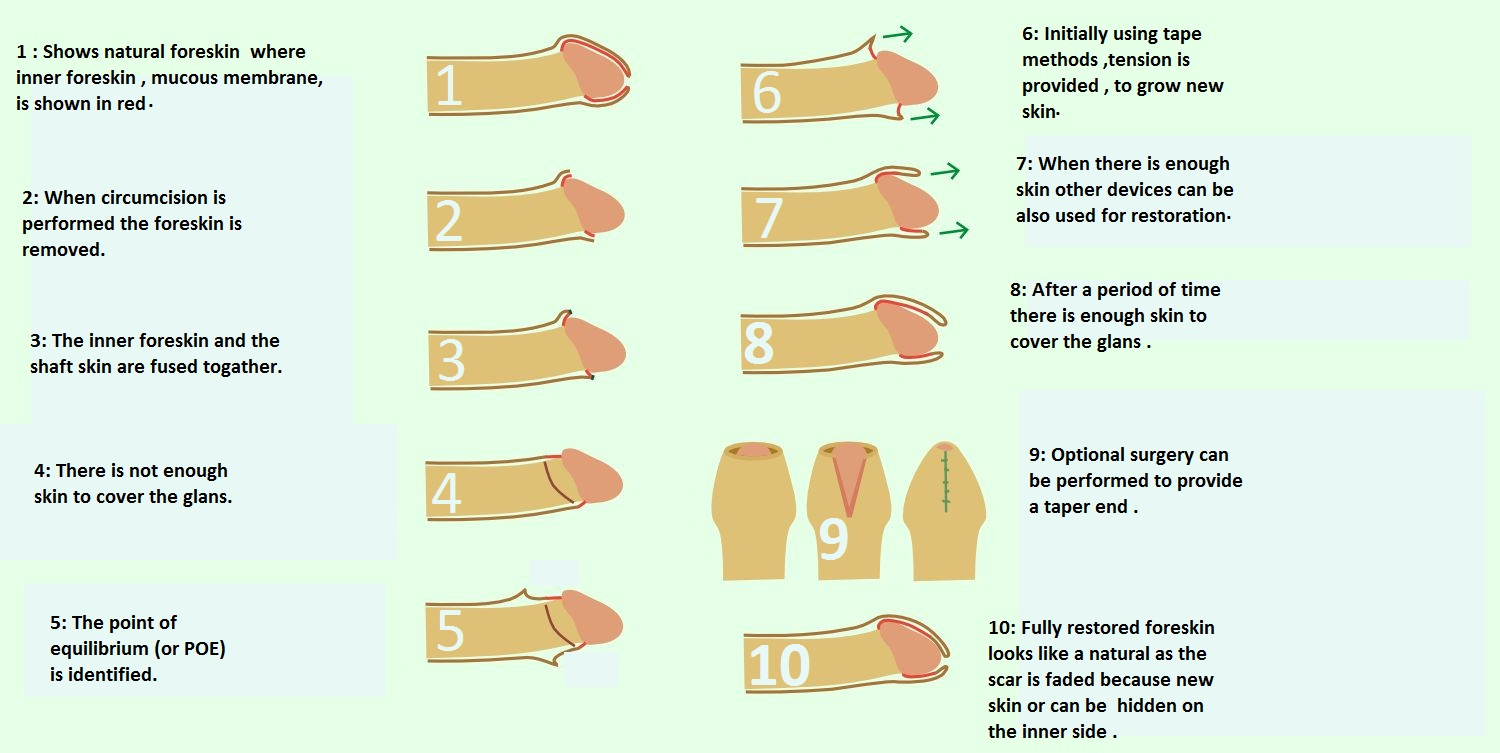
Etapas de la restauración no quirúrgica

### Tiempo requerido
La cantidad de tiempo necesaria para restaurar un prepucio mediante métodos no quirúrgicos depende de la cantidad de piel que haya presente al comienzo del proceso, del nivel de compromiso del sujeto, de las técnicas que se empleen, del grado natural de plasticidad del cuerpo, y de la longitud de prepucio que desee el individuo .[cita requerida]
Si bien los resultados de la restauración quirúrgica son inmediatos, a menudo son descritos como insatisfactorios, y la mayoría de los grupos de restauración no aconsejan que se haga la cirugía.[cita requerida]

### Aspectos físicos
La restauración crea un facsímil del prepucio, aunque no es posible recuperar los tejidos especializados que fueron extraídos durante la circuncisión, en particular, la banda rugosa, una estructura inervada que rodea el pene a lo largo de la cúspide del prepucio, y que tiene entre otras funciones la de contraer la abertura alrededor del glande. Existen procedimientos quirúrgicos para reducir el tamaño de la abertura una vez se ha completado la restauración (como se muestra en la imagen de arriba), o puede aliviarse haciendo que el paciente mantenga por más tiempo el régimen de expansión de la piel para permitir así que se acumule más piel en la punta. La cicatriz de circuncisión se oculta a medida que la piel del pene empieza a plegarse, imitando tanto la función natural como la apariencia del prepucio.
El prepucio natural está compuesto por el tejido muscular liso del dartos (llamado músculo peripénico), grandes vasos sanguíneos, inervación extensa, piel externa y mucosa interna.
Además de vasos sanguíneos, nervios y tejido conectivo, el prepucio natural tiene tres componentes principales: piel (expuesta al exterior), membrana mucosa (superficie en contacto con el glande del pene cuando este está flácido) y una banda de músculo dentro de la punta del prepucio. En general, la piel crece más rápidamente de lo que lo hace la membrana mucosa en respuesta al estiramiento. El anillo de músculo que normalmente mantiene cerrado el prepucio se elimina por completo en la mayoría de las circuncisiones y no puede volver a crecer, de manera que la cobertura que resultante cuando se usan técnicas de estiramiento suele ser más suelta que la del prepucio natural. Con todo, de acuerdo con algunos observadores, es difícil distinguir entre un prepucio restaurado y un prepucio natural pues la restauración produce un "prepucio de apariencia casi normal".
La restauración no quirúrgica del prepucio no restaura partes del frenillo o la banda rugosa que son extraídas durante la circuncisión. Aunque no se realizan comúnmente, hay técnicas quirúrgicas de "retoque" que pueden recrear parte de la funcionalidad del frenillo y el músculo dartos.
El proceso de restauración prepucial busca regenerar parte del tejido extirpado por la circuncisión, así como proveer cobertura al glande. Según la investigación, el prepucio contiene más de la mitad de la piel y de la mucosa del pene humano. 
En algunos casos, la restauración prepucial puede aliviar ciertos problemas que los pacientes atribuyen a sus circuncisiones. Estos problemas incluyen cicatrices prominentes (33%), insuficiente piel del pene para tener una erección cómoda (27%), curvatura eréctil debido a la pérdida desigual de piel (16%) y dolor y sangrado durante la erección o manipulación (17%). La encuesta también preguntó acerca del nivel de información sobre la práctica de la restauración prepucial o la participación en ella, e incluyó una sección de comentarios abierta. Muchos de los encuestados y sus esposas "informaron que la restauración resolvió la resequedad no natural del pene circuncidado, que era causa de abrasión, dolor o sangrado durante el coito, y que la restauración brindaba placeres únicos, mejorando la intimidad sexual".
Un hombre reportó tener una gran pérdida de sensibilidad en el glande debido a su carencia de prepucio. Algunos hombres que se han sometido a la restauración del prepucio reportan un glande visiblemente más suave, lo que algunos de ellos atribuyen a la disminución de los niveles de queratinización tras la restauración.

### Aspectos emocionales, psicológicos y psiquiátricos
Se ha reportado que la restauración prepucial tiene resultados beneficiosos a nivel emocional en algunos hombres y se ha propuesto por tanto como un tratamiento para los sentimientos negativos que tienen algunos hombres adultos acerca de las circuncisiones que les hicieron de bebés sin su consentimiento.

## Organizaciones
Se han fundado varios grupos a favor de la restauración prepucial desde finales del siglo XX, especialmente en Estados Unidos, donde aún la circuncisión se realiza de forma rutinaria en los bebés varones, en otros países anglosajones como Canadá, Australia y especialmente Nueva Zelanda han tenido una reducción considerable en esta práctica cuestionada por estos grupos.
En 1982, el grupo Brothers United for Future Foreskins (BUFF; en español: Hermanos unidos por los prepucios del futuro) empezó a publicitar la restauración no quirúrgica.
En 1989, se fundó la National Organization of Restoring Men (NORM; en español: Organización nacional de hombres en restauración) como grupo de apoyo sin ánimo de lucro para hombres que adelantan una restauración prepucial. En 1991, se formó el grupo UNCircumcising Information and Resource Centers (UNCIRC; en español: Centros de información y recursos sobre la des-circuncisión), que se incorporó a NORM en 1994.
Varios capítulos de NORM se han creado en los Estados Unidos, así como a nivel internacional en Canadá, el Reino Unido, Australia, Nueva Zelanda y Alemania. En Francia, hay dos asociaciones al respecto. La Association contre la Mutilation des Enfants (AME; en español: Asociación contra la mutilación infantil), y más recientemente Droit au Corps (en español: Derecho al cuerpo).